# Otavščica
Otavščica je potok, ki izvira pod vasjo Otave v hribovju severno od Cerknice. Skozi divjo sotesko Pekel, kjer tvori več čudovitih slapov, priteče s planote v dolino. V Borovniškem kotu se s Prušnico združi v rečico Borovniščico, ki se na Ljubljanskem barju, kot desni, južni pritok, izliva v Ljubljanico.

## Izvor imena
Za izvor imena potoka glej ime naselja Otavnik.